# Adaptations des aventures de Sherlock Holmes
Cette page liste différentes adaptations des aventures de Sherlock Holmes classées par media, Sherlock Holmes étant un détective privé imaginaire créé par l’écrivain écossais Arthur Conan Doyle.

## Au cinéma et à la télévision

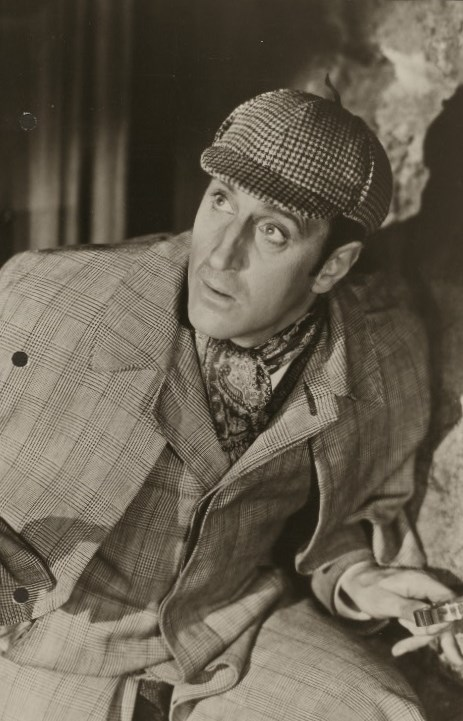
Basil Rathbone dans le rôle de Sherlock Holmes

Sherlock Holmes est le personnage de fiction qui a été le plus représenté au cinéma avec plus de 260 films où il est le personnage principal.
Basil Rathbone incarna le personnage dans 14 films datant des années 1940, devenant ainsi la référence picturale du personnage.

## Livres audio en français
Des adaptations récentes et gratuites par Mathieu Curtil sont réalisées en France depuis 2019 et continuent actuellement (2023). Elles sont disponibles sur Youtube : actuellement les 4 romans et 26 nouvelles sont complets, d'autres sont ajoutés régulièrement.

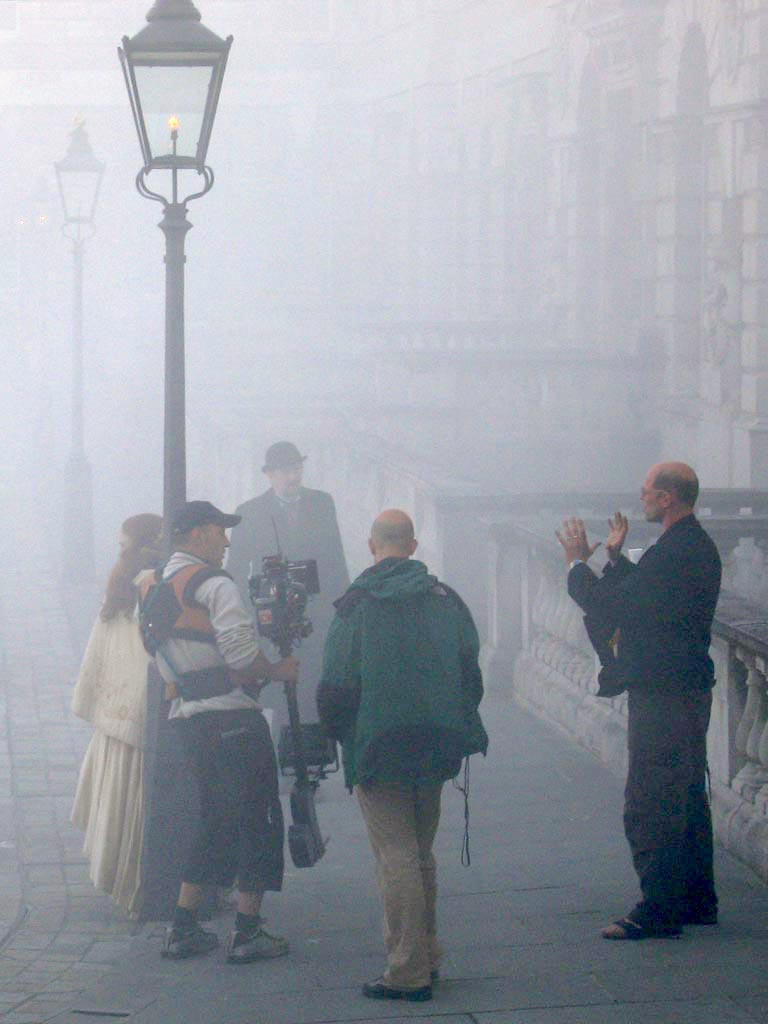
Tournage du téléfilm Sherlock Holmes and the Case of the Silk Stockin

## À la radio
Les adaptations radiophoniques des aventures du détective sont très nombreuses de par le monde, que ce soient des adaptations des aventures du Canon ou des aventures inédites.

## Sur scène
- 1899 : Sherlock Holmes, pièce de théâtre de William Gillette et d'Arthur Conan Doyle
- 1965 : Baker Street, une comédie musicale de Broadway.
- 1988 : Sherlock Holmes The Musical, pastiche musical de Leslie Bricusse (eds Samuel French)[réf. souhaitée]
- 1988 : The Secret of Sherlock Holmes, pièce de théâtre de Jeremy Paul.[réf. souhaitée]
- 2023 : Sherlock Holmes et l’affaire du pont de Thor, écrit par Georges Mathieu et Jean-Philippe Ancelle, mise en scène de Jean-Philippe Ancelle, théâtre de Passy, avec Bernard Menez dans le rôle de Sherlock Holmes et Philippe Chevallier dans le rôle de John Watson.[réf. souhaitée]

## En romans
De nombreux auteurs ont rendu hommage au détective, soit en inventant de nouvelles histoires qu'auraient pu vivre Holmes et Watson, soit en écrivant des aventures que Conan Doyle n'a fait que mentionner dans ses nouvelles, soit encore en faisant vivre les personnages secondaires (Irene Adler, Wiggins, Mme Hudson…).
D'autres auteurs ont rendu un hommage plus iconoclaste, en donnant une version futuriste ou exotique aux enquêtes, ou en détournant le personnage.

## En bande dessinée
Le détective a fait l'objet de plusieurs adaptations en bande dessinée, que ce soient des adaptations d'aventures écrites par Conan Doyle, d'aventures apocryphes respectueux du "canon" holmésien ou encore de pastiches et de parodies s'éloignant plus ou moins du mythe. Des personnages secondaires ont également l'occasion de vivre leurs aventures en bandes dessinées.

## En revues et magazines
- Sherlock Holmes Mystery Magazine, revue américaine
- les revues et fanzines des Sociétés Holmésiennes : "Ironmongers Daily Echo" (Société Sherlock Holmes de France), par exemple
- Le Carnet  d'Écrou, les Évadés de Dartmoor, société des études holmésiennes et autres de Strasbourg

## En jeux

### En jeu de société
- Sherlock Holmes détective conseil est un jeu de déduction et d'investigation créé en 1981 par Gary Grady, Suzanne Goldberg et Raymond Edwards (réédition Ystari Games, 2011 ; réédition Space Cowboys, 2016).
- Sherlock, un jeu de déduction d'Arnaud Urbon diffusé par Ilopeli (2012)
- Lady Alice, un jeu de déduction de Ludovic Gaillard édité par Hurrican (2012)
- Watson et Holmes de Jesús Torres Castro, un jeu de déduction compétitif, chez Space Cowboys (2016)
- Sherlock Express d'Henri Kermarrec, un jeu d'observation, chez Blue Orange (2019)
- Sherlock 13 de Hope S. Hwang, un jeu de déduction et d'élimination (type Cluedo), chez Letheia (2017)

### En livres-jeux
Le personnage de l'enquêteur a été décliné en « Livre dont vous êtes le héros », le lecteur devant opérer des choix dans ses investigations pour résoudre une ou plusieurs énigmes.

### En jeux de rôle
Gallimard jeunesse a publié en 1996 le jeu de rôle Sherlock Holmes, le détective volé  (ISBN 2070592456), écrit par Migou, dans la collection « Mondes et héros ». Il s'inspire du cycle de Sherlock Holmes de  René Reouven (1982-1993).

## Parodies et personnages contrefaisant Sherlock Holmes
- Muppet Show : sketch Sherlock Holmes and the Case of the Disappearing Clues (épisode 3 de la première saison ; Sherlock Holmes est interprété par Rowlf, le chien pianiste).
- Charlotte Holmes dans le magazine pour enfants D-Lire
- Herlock Sholmes, rival d'Arsène Lupin, de Maurice Leblanc.
- (en) Sherlock Hemlock (en) dans 1, rue Sésame
- Loufock-Holmes, qui apparaît dans plusieurs nouvelles de Cami.